# I Need Your Love (Calvin Harris)
I Need Your Love è un singolo del DJ britannico Calvin Harris, pubblicato il 12 aprile 2013 come settimo estratto dal terzo album in studio 18 Months.
Il singolo ha visto la collaborazione della cantante britannica Ellie Goulding.
Il brano è anche una bonus track presente nel secondo album di Goulding, Halcyon.
Prima del suo lancio come singolo, il brano ha raggiunto la numero ottantacinque nella Official Singles Chart e la numero cinquantotto nella Irish Singles Chart. Il singolo ha raggiunto la numero quattro in Regno Unito consacrando Calvin Harris come primo artista della scena britannica a collezionare otto successi estratti dallo stesso album nella classifica dei dieci singoli più venduti in Regno Unito.

## Video musicale
Nel videoclip, presentato il 15 aprile 2013 sul canale ufficiale VEVO del DJ, i protagonisti, Ellie Goulding e Calvin Harris si coccolano tra le coperte mentre si riprendono con una telecamera che farà il giro della città.
Dimenticata da loro in spiaggia, la telecamera viene trovata da uno skater, quest'ultimo dopo aver ripreso una partita di biliardo lascerà la telecamera sul tavolo di gioco, ritrovata più tardi da un motociclista.
Il motociclista riprende mentre è in corsa, ma la telecamera cade sull'asfalto; un pilota la raccoglierà più tardi e la porterà su un elicottero. Mentre è in volo, registra il panorama della spiaggia. La telecamera precipita in mare, dove un ragazzo in sella ad una moto d'acqua riesce ad afferrarla. Il ragazzo cade poco dopo e la telecamera sarà di nuovo in mare. Due ragazze "ripescano" la telecamera e la portano sulla loro barca, dove si registreranno a vicenda divertite.
La sera si recano in un locale e li ci saranno i due protagonisti che si riprenderanno la loro telecamera.

## Successo commerciale
In seguito alla pubblicazione di 18 Months, il brano ha esordito alla numero 85 nella Official Singles Chart e alla numero 58 nella Irish Singles Chart nella prima settimana di novembre 2012. Il brano è poi rispuntato nella classifica britannica alla numero 75 il 17 marzo 2013 vendendo 3256 copie. Nella quarta settimana, I Need Your Love si sbilancia dalla numero 41 alla numero 25 in classifica con 13909 copie vendute divenendo il sedicesimo successo per Calvin Harris e il nono per Ellie Goulding nella classifica dei quaranta singoli più venduti del PAESE. Nel 2015, i creatori del relativo PES decisero di inserire il pezzo nella colonna sonora del videogioco di calcio della Konami.

## Classifiche

### Classifiche settimanali
| Classifica (2013) | Posizione massima |
| ----------------- | ----------------- |
| Australia         | 3                 |
| Austria           | 3                 |
| Belgio (Fiandre)  | 8                 |
| Belgio (Vallonia) | 7                 |
| Canada            | 13                |
| Danimarca         | 17                |
| Finlandia         | 4                 |
| Francia           | 10                |
| Germania          | 13                |
| Irlanda           | 6                 |
| Italia            | 18                |
| Norvegia          | 13                |
| Nuova Zelanda     | 15                |
| Paesi Bassi       | 33                |
| Regno Unito       | 4                 |
| Slovacchia        | 79                |
| Slovenia          | 17                |
| Spagna            | 25                |
| Stati Uniti       | 16                |
| Svezia            | 3                 |
| Svizzera          | 6                 |

### Classifiche di fine anno
| Classifica (2013) | Posizione |
| ----------------- | --------- |
| Australia         | 32        |
| Austria           | 28        |
| Belgio (Fiandre)  | 23        |
| Belgio (Vallonia) | 40        |
| Canada            | 45        |
| Germania          | 39        |
| Regno Unito       | 32        |
| Russia            | 193       |
| Stati Uniti       | 56        |
| Svezia            | 16        |
| Svizzera          | 45        |